# Nicolas Legendre (journaliste)
Pour le sculpteur français, voir Nicolas Legendre.
Nicolas Legendre est un journaliste et photographe indépendant français né en 1985.

## Biographie
Né en 1985 et fils de paysans, Nicolas Legendre étudie le journalisme à Tours. Il travaille d'abord au Mensuel du Golfe du Morbihan, puis participe au lancement du Mensuel de Rennes dont il devient rédacteur en chef en 2011.
En 2014, il entame un périple de quatre mois qui le conduit de la Géorgie jusqu’aux portes de la Sibérie.
Il est le correspondant du Monde en Bretagne de 2016 à 2023. Il publie également dans le quotidien suisse Le Temps, dans la revue XXI, ou encore dans le magazine Géo. Il réalise avec Benjamin Keltz en 2019 le documentaire Erika, autopsie d'un naufrage.
En 2018, il obtient le prix Objectif plume pour un reportage consacré au Kazakhstan publié dans Géo.
En 2023, il obtient le prix Albert-Londres du livre pour son ouvrage Silence dans les champs,, enquête de sept années sur le système agro-alimentaire et la dérive productiviste de l'agriculture en Bretagne,,,. L'enquête lui avait valu de vives attaques ; il fait ainsi l'objet d'une note interne par Les Z'Homnivores, association fondée par différents lobbys de l'industrie agroalimentaire de la région, qui l'accuse d'être un militant d'extrême-gauche et de faire partie d'un « système Léraud »,.

## Publications
- Romain Joly et Nicolas Legendre, Bons baisers de Bucarest, Coin de la rue, 2014 (ISBN 9782365100380).
- Benjamin Keltz et Nicolas Legendre, Le phénomène Jean-Yves Le Drian, enquête sur le plus influent des Bretons, Éditions de Juillet, 2014, 303 p. (ISBN 979-10-96883-00-4).
- Nicolas Legendre, Les Routes de la vodka: À la rencontre de l'ex-URSS, Arthaud, 2019, 416 p. (ISBN 2081460254).
- Nicolas Legendre et Joëlle Bocel, L'Himalaya breton, Coin de la rue, 2020, 240 p. (ISBN 979-1096883103).
- Nicolas Legendre, Silence dans les champs, Paris, Arthaud, 2023, 352 p. (ISBN 978-2080280886).